# Macierz Ziemi Cieszyńskiej
Macierz Ziemi Cieszyńskiej (początkowo: Macierz Szkolna dla Księstwa Cieszyńskiego, po 1918 Macierz Szkolna Ziemi Cieszyńskiej) – jedna z najstarszych polskich organizacji patriotycznych na Śląsku Cieszyńskim, powstała 9 listopada 1885 roku. Jej celem było wspieranie i rozwój szkolnictwa polskiego oraz utrzymywanie ducha polskości wśród polskich mieszkańców ziemi cieszyńskiej. Pierwszym Prezesem był Paweł Stalmach. Aktualnym (od 2022 roku) XX Prezesem Zarządu Głównego Macierzy Ziemi Cieszyńskiej jest dr Cezary Tomiczek - ur. 1975 r. w Cieszynie - nauczyciel, wykładowca akademicki, manager, działacz społeczny, wolontariusz.

## Tło historyczne
Reformy józefińskie zaprowadziły obowiązek szkolny dla dzieci na terytorium monarchii Habsburgów w tzw. szkołach trywialnych (później ludowych). W samym Cieszynie był to jeden z czynników zmiany charakteru miasta w większości słowiańskiego w XVIII wieku do dominującej roli języka niemieckiego już w pierwszej połowie XIX wieku. W okresie przynależności do Gubernium morawsko-śląskiego w wiejskich szkołach ludowych obowiązywały podręczniki morawskie z Brna, na co uwagę bezskutecznie zwracał Leopold Szersznik, od 1804 miejscowy nadzorca szkół katolickich. Postulat ten wznowiony został w okresie Wiosny Ludów, tym razem skutecznie. Zbiegło się to z początkami polskiego ruchu narodowego na Śląsku Cieszyńskim, którego inicjatorem był przede wszystkim Paweł Stalmach. Dalszy etap edukacji w tzw. szkołach realnych długo pozostawał wyłącznie niemiecki.
W 1865 w całym regionie było 161 szkół elementarnych i 9 szkół głównych (120 katolickich, 50 ewangelickich) zatrudniających łącznie 250 nauczycieli (184 w katolickich i 66 w ewangelickich). 70 szkół określonych było jako słowiańskie, 10 niemieckie (wszystkie w Bielskiej wyspie językowej) a 88 jako mieszane (11,4% dzieci w regionie deklarowało język niemiecki jako macierzysty).
W 1867 weszły w życie znaczące reformy szkolnictwa podstawowego. Liczba szkół ludowych wzrosła z 128 w 1870 do 306 w 1917. Szkoły, które nie chciały zmieniać swojego dotychczasowego charakteru, np. wyznaniowego, działały dalej jako prywatne. Pod koniec XIX wieku zaczęły powstawać szkoły z inicjatywy obozów narodowych (niemieckiego, polskiego i czeskiego), starające się jak najszybciej swoje szkoły upaństwowić. Początkowo najbardziej aktywny w tym zakresie był niemiecki Deutscher  Schulverein, do którego dołączył później nacjonalistyczny Nordmark. W reakcji powstała polska Macierz Szkolna, aby zapobiec postępującej germanizacji dzieci, które by wybierały szkoły niemieckie zamiast polskich, w których panowały najgorsze warunki nauczania. W 1897 powstała czeska Matice osvěty lidové.

## Historia
Inicjatorami oraz założycielami Macierzy Ziemi Cieszyńskiej byli działacze polscy, skupieni w środowisku cieszyńskiej "Czytelni Ludowej": Paweł Stalmach, ks. Ignacy Świeży, dr Jan Fiszer, Andrzej Kotula, dr Jan Michejda, dr Joachim Kleinberg, Andrzej Bardoń, ks. Jan Sikora, ks. Antoni Fuzoń, Franciszek Halfar z Poręby, Jan Sztwiertnia z Kisielowa oraz Alfred Brzeski. Opracowali oni statut, w którym, jako cel figuruje: "zakładanie, utrzymywanie i wspieranie szkół średnich, fachowych i ludowych, tudzież ochronek z polskim językiem wykładowym".
Organizacja rozpoczęła swoją działalność w Księstwie Cieszyńskim 18 grudnia 1886 kiedy odbyło się pierwsze walne zgromadzenie. Paweł Stalmach w swoim przemówieniu inauguracyjnym stwierdził: „Każdy początek jest trudny, a u nas na Śląsku wyjątkowe stosunki jeszcze więcej utrudniają ludowi polskiemu każde podjęcie narodowego dzieła, a zwłaszcza takiego, jakiem jest szkoła polska wyższego rodzaju.". Od początku swojego istnienia Macierz stawiała sobie za cel kultywowanie polskości Śląska Cieszyńskiego.
Pierwszy okres działalności skupiony był na zbieranie funduszy na działalność statutową. Sprawiało to duże trudności, ponieważ Polacy na Śląsku należeli w większości przypadków do niższych warstw społecznych. Mieli oni ograniczony dostęp do edukacji oraz stanowisk, które najczęściej obejmowali uprzywilejowani pod tym względem Niemcy. Na pierwszym zebraniu uczestnicy zebrali między sobą 5 koron, które dały początek funduszom organizacyjnym. Wystosowali oni również apel z prośbą o dotacje na działalność, na który oprócz Ślązaków odpowiadali także Polacy spoza granic Austro-Węgier. Zdaniem Stalmacha największy wkłady finansowe wpłynęły z Królestwa Polskiego. Znaczne środki w wysokości 10 tysięcy rubli przekazał organizacji Ignacy Bagieński z Odessy, Towarzystwo Biblioteki Polskiej w Rumunii ofiarowało 4.500 fr. rum. czyli 1711 złotych, Piotr Kmita z Warszawy zapisał organizacji połowę swego majątku w wysokości 25 000 rubli. Mecenasami, którzy pomagali Macierzy byli również sławny polski pisarz Henryk Sienkiewicz oraz prawnik Antoni Osuchowski.
Pierwszą instytucją oświatową, która została powołana do życia, było Gimnazjum polskie założone w 1895 w Cieszynie. Uczelnię wspierał m.in. filantrop, pionier spawalnictwa, wynalazca metody spawania łukowego oraz zgrzewania oporowego inżynier Stanisław Olszewski. W kilka lat później, bo w 1899 r., założono szkołę ludową w Cieszynie. Utrzymanie obu tych instytucji pochłaniało wszystkie fundusze Macierzy do roku 1903, kiedy gimnazjum zostało upaństwowione.
W 1903 Macierz rozszerzyła swoją działalność o zagłębie węglowe. Przewodniczącym zarządu był wówczas ks. Józef Londzin. W 1904 powstały: szkoła ludowa w Polskiej Ostrawie, ochronka w Michałkowicach i kursy uzupełniające dla dziewcząt w Cieszynie; w 1905 szkoły ludowe w Dziećmorowicach i Lutyni Niemieckiej, ochronka w Dąbrowie oraz Bursa Macierzy w Cieszynie. W latach 1906/07 powstała szkoła ludowa w Boguminie, ochronka w Rychwałdzie, ochronka w Polskiej Ostrawie; w 1908 – szkoła ludowa w Gruszowie, ochronka w Boguminie, ochronka w Cieszynie, druga ochronka w Polskiej Ostrawie.
W 1909 Macierz wspólnie z Towarzystwem Szkoły Ludowej zainicjowało powstanie gimnazjum realnego w Orłowej oraz pierwszej na Śląsku szkoły wydziałowej w Cieszynie. W tym roku powstała również szkoła ludowa w Kończycach Małych, szkoła ludowa w Toszonowicach Górnych, ochronka w Gruszowie. W 1910 powstała druga szkoła w Polskiej Ostrawie, druga szkoła ludowa w Pietwałdzie, ochronka w Kończycach Małych, ochronka w Lutyni Niemieckiej, bursa w Orłowej oraz szkoła uzupełniająco-przemysłowa w Cieszynie.
W 1907 przeprowadzono reformę Towarzystwa, polegającą na tworzeniu w poszczególnych miejscowościach kół regionalnych Macierzy, ponieważ w wyniku dużego rozwoju organizacji Zarząd Główny nie mógł już sprostać coraz to nowym ciężarom. Działalność lokalną od zarządu przejęły tzw. Koła Macierzy. W latach 1911–14 powstaje szereg nowych zakładów, jak ochronka w Porębie, druga w Cieszynie, w Orłowej, Pietwałdzie, Skrzeczoniu i Suchej Średniej. Regionalizacja Macierzy prowadzi do dalszego rozwoju organizacji. Poparciu Kół Macierzy zawdzięczały swoje powstanie szkoły fachowe najniższego stopnia, tj. szkoły uzupełniająco-przemysłowe w Łazach, Michałkowicach, Polskiej Ostrawie, Suchej Średniej i Karwinie. W 1914 powstaje szkoła wydziałowa w Niemieckiej Lutyni. W 1914 roku istniało już 71 szkół założonych z inicjatywy Macierzy.
Rozwój sieci instytucji przerwała I wojna światowa. W tym okresie główna troską Zarządu Głównego stało się utrzymanie tego, co dotąd z trudem stworzono. Prawie wszystkie zakłady zdołano z ogromnymi trudnościami utrzymać z wyjątkiem niektórych szkół uzupełniająco-przemysłowych, z których wszystkie siły fachowe powołane zostały do wojska.
Pod koniec wojny Macierzy udało się założyć nowe instytucje edukacyjne. W 1917 powstały kursy seminaryjne dla dziewcząt w Cieszynie. Zarząd Główny przejął także szkołę gospodarstwa domowego w Orłowej oraz ochronkę w Zabłociu. W 1918 założyła szkołę handlową w Cieszynie, szkołę ludową we Frysztacie, ochronki w Czechowicach, Frysztacie i Orłowej oraz szkołę wydziałową w Polskiej Ostrawie (razem z TSL). Tego roku przejęła od TSL także szkołę ludową i wydziałową w Hermanicach i Radwanicach. W r. 1921 otworzono ochronkę w Bielsku.
W wyniku podziału Śląska Cieszyńskiego przez Radę Ambasadorów w lipcu 1920, znaczna część szkół administrowanych przez Macierz znalazła się po czeskiej stronie granicy. Było to w sumie 20 zakładów oraz 61 kół, w tym: 1 gimnazjum realne (Orłowa), 4 szkoły ludowe (Bogumin, Polska Ostrawa, Toszonowice, Frysztat), 2 szkoły wydziałowe (Frysztat, Polska Ostrawa), 7 ochronek (Bogumin, Frysztat, Skrzeczów, Polska Ostrawa, Głodniów, Zarubek, Sucha Średnia, Czeski Cieszyn), 5 szkół uzupełniająco–przemysłowych (Orłowa, Karwina, Sucha Średnia, Łazy, Polska Ostrawa), 1 bursa (Orłowa). W wyniku zmian granic zarząd nad tymi instytucjami przejęła nowa bliźniacza organizacja założona przez członków starej Macierzy – Macierz Szkolna Księstwa Cieszyńskiego w obrębie Republiki Czechosłowackiej.

### Okres międzywojenny
W okresie międzywojennym organizacja koncentrowała się na wspomaganiu Polaków na Zaolziu. Działalność ówczesna organizacji skupiała się na finansowaniu Macierzy szkolnej po stronie czeskiej, zakładaniu nowych ochronek, tworzenie nowych kół Macierzy Szkolnej, zasilanie w środki oraz książki bibliotek tych kół oraz bibliotek szkolnych i nauczycielskich. Ponadto urządzano popularne odczyty otwarte dla publiczności w ramach założonego przez Macierz uniwersytetu ludowego. W 1922 roku Zarząd Główny przejął na swój etat Państwową Szkołę Gospodarstwa Domowego w Cieszynie.

### Okres powojenny
Od 1985 roku Macierz wydaje czasopismo roczne „Kalendarz Cieszyński”
W roku 1998 Macierzy została przyznana przez Związek Górnośląski Nagroda im. Wojciecha Korfantego, natomiast w 2005 Nagroda im. ks. Leopolda Jana Szersznika. Obecnie stara się pielęgnować cieszyńskie tradycje regionalne.

## Organizacja
Od początku powstania siedzibą zarządu organizacji był Cieszyn. Od reformy Macierzy w 1907 do wybuchu I wojny światowej w 1914, organizacja założyła na Śląsku cieszyńskim w sumie 71 kół regionalnych oraz liczyła 6584 członków.

### Koła regionalne
- Koło w Katowicach – W 1949 w Zabrzu na koleżeńskim spotkaniu pod przewodnictwem Feliksa Olszaka zebrało się około 100 cieszyniaków, mieszkających w Górnośląskim Okręgu Przemysłowym. Władze nie pozwoliły na utworzenie organizacji, ponieważ obawiała się, że naruszy to postanowienia porozumienia polsko-czechosłowackiego z 1948. Sytuacja zmieniła się, gdy statut Macierzy dopuścił tworzenie kół poza Śląskiem Cieszyńskim. W efekcie 23 listopada 1979 w Katowicach zawiązało się nowo koło MZC. W 1980 odbyło się walne zebranie Koła Macierzy Ziemi Cieszyńskiej w Katowicach, na którym do zarządu powołano Kazimierza Popiołka, Tadeusza Kaszpera, Leszka Ogiegłę, Władysława Sabelę i Pawła Tenderę[15].
- Koło w Kostkowicach – Koło Macierzy Szkolnej w Kostkowicach zostało założone w 1921 przez kierownika miejscowej szkoły, Floriana Pohla. Został on też jego pierwszym prezesem. W skład zarządu wchodził m.in. bednarz i bibliofil Karol Szczurek[16].
- Koło w Krakowie – Założone po II wojnie światowej, pierwszym prezesem był Edward Kaleta[17]. Później prezesami byli Karol Krop i Karol Morys (1999)[18].
- Koło w Mnisztwie – Zostało założone 29 marca 1925 roku. Jego prezesami byli kolejno Franciszek Czapek (1925–1930), Rudolf Krzystek, Karol Raszka, Andrzej Olszar i Jan Foltyn (od 1932)[19]. W 1939 koło wystawiło własny Dom Macierzy w Mnisztwie[20].
- Koło w Olsztynie – Pojawiło się na Warmii w 1950 roku zaraz po likwidacji Wyższej Szkoły Gospodarstwa Wiejskiego w Cieszynie i powstaniu placówki w Olsztynie pod nazwą Wyższa Szkoła Rolnicza. Jednakże w sposób zorganizowany olsztyńscy cieszyniacy działają dopiero od trzydziestu lat, a dokładnie od października 1983 roku. Inicjatorami powstania Koła MZC w Olsztynie byli Emanuel Guziur oraz jego syn Janusz, który od początku, aż do 2009 roku pełnił funkcję prezesa[21]. Działaczem Koła był prof. Jan Kisza[22].
- Koło w Ropicy – Zostało założone w 1909 roku. Poprzedniczką koła Macierzy w tej wsi było istniejąca w latach 1905–1909 Czytelnia Polska. Koło Macierzy w Ropicy zaprzestało działalności po wybuchu I wojny światowej. Reaktywowane w 1920, zostało rozwiązane przez hitlerowskie władze w 1939. Po zakończeniu II wojny światowej władze czechosłowackie nie wyraziły zgody na wznowienie działalności koła Macierzy w Ropicy. Ze względu na sytuację, Koło Macierzy w Ropicy mogło ponownie zacząć działać dopiero w 1991[23].
- Koło w Warszawie – Zostało założone w 1979 roku i skupia ponad dwudziestu członków, pochodzących zarówno ze wschodniego jak i zachodniego brzegu Olzy. Pierwszą organizacją był Klub Orłowiaków, który powstał spontanicznie pod koniec lat pięćdziesiątych. Jerzy Berek z Cisownicy został pierwszym prezesem[24].

## Fundusz Stypendialny Śląska Cieszyńskiego
W roku 2002 powstał Fundusz Stypendialny Śląska Cieszyńskiego, który stara się pomagać uzdolnionej a niezamożnej młodzieży powiatu cieszyńskiego, nawiązując tym do działalności Macierzy Szkolnej dla Księstwa Cieszyńskiego powstałej w 1885 roku, która jako najważniejszy cel postawiła sobie zbudowanie polskiego szkolnictwa. Dzięki jej działalności na Śląsku Cieszyńskim powstały: dwa gimnazja, seminarium nauczycielskie oraz szereg polskich szkół ludowych, ochronek i internatów. Współczesna Macierz Ziemi Cieszyńskiej nawiązuje do tych chlubnych tradycji. Dzięki wielu prywatnym darczyńcom, cieszyńskim firmom i przedsiębiorcom, a także pomocy Urzędu Miejskiego i Starostwa Powiatowego w Cieszynie, w ciągu 20 lat swego istnienia Fundusz zgromadził 456.300,00 zł, które zostały rozdzielone na stypendia dla 262 uczniów klas maturalnych i studentów pierwszego roku studiów. Dzięki współpracy z Polsko–Amerykańską Fundacją Edukacyjną Przedsiębiorczości w Łodzi, w ramach tak zwanych stypendiów pomostowych „Dyplom z marzeń”, już 102 studentów otrzymało z naszego powiatu zwiększoną o 75% pomoc finansową.
W roku 2022 stypendia macierzowe otrzymało 10 osób. Roczne stypendium maturzysty wynosi 900 zł, a studenta – 1800 zł. Fundusz Stypendialny Śląska Cieszyńskiego przyznaje także co roku co najmniej jedną nagrodę specjalną, którą otrzymuje uczeń mający szczególne osiągnięcia w nauce lub sporcie. Nagroda specjalna wynosi od 500 do 1000 zł. Stypendium artystyczne przyznawane od 10 lat otrzymało 13 studentów uczelni artystycznych. Stypendia „Dyplom z marzeń” po 7000 zł na rok, z czego trzy czwarte pokrywa łódzka fundacja, a resztę Macierz Ziemi Cieszyńskiej. Fundusz Stypendialny Śląska Cieszyńskiego przyznaje także co roku jedną lub dwie nagrody specjalne, którą otrzymują uczniowie mający szczególne osiągnięcia w nauce lub sporcie. Szczególne miejsce w tworzeniu materialnej podstawy Funduszu zajmuje organizowany pod patronatem Burmistrza Miasta Cieszyna „Koncert Noworoczny” będący jednym z najważniejszych dobroczynnych wydarzeń kulturalnych i towarzyskich Cieszyna. Cały dochód z koncertu przeznaczony jest na Fundusz Stypendialny. Do dobrej tradycji należy uroczyste wręczanie pierwszej transzy stypendiów na Zamku Cieszyn.
Radę Funduszu tworzą:
dr Cezary Tomiczek – przewodniczący,
dr Irena Skrzyżala – zastępca przewodniczącego,
Marta Kawulok,
Józef Broda,
Ewa Gołębiowska,
Stanisław Kubicius,
dr Jan Olbrycht,
Gabriela Staszkiewicz (Burmistrz Miasta Cieszyna),
Grażyna Tomecka.
Rada działa w oparciu o regulamin zatwierdzony przez Zarząd Główny Macierzy Ziemi Cieszyńskiej.

## Obecna Macierz Ziemi Cieszyńskiej
W 2023 roku w Macierzy działało 20 Kół Terenowych Macierzy w tym 8 w Cieszynie, 6 na terenie powiatu cieszyńskiego i 5 poza powiatem. Kontynuowała swoją działalność Rada Funduszu Stypendialnego Śląska Cieszyńskiego;
Stan osobowy: 836 członków Macierzy, w tym 432 w Cieszynie. Do Kół o największej liczebności należą: Koło nr 2 w Cieszynie (130), Koło w Zebrzydowicach (76), Koło w Grodźcu (76), Koło w Drogomyślu (70), Koło nr 1 w Cieszynie (58), Koło w Strumieniu (60), Koło nr 3 w Cieszynie (55).
Oprócz Cieszyna Koła działają w następujących miejscowościach: w Drogomyślu, Gliwicach, Grodźcu, Istebnej, Krakowie, Olsztynie, Strumieniu, Warszawie, Wrocławiu, Pogwizdowie, Zabrzegu i Zebrzydowicach. Stan osobowy ZG MZC, pozostał w niezmienionej licznie 15 osób